# Eospalax rufescens
Eospalax rufescens és una espècie de mamífer rosegador de la família dels espalàcids. És endèmic de la República Popular de la Xina. Anteriorment se'l classificava com a subespècie de E. fontanierii o altres espècies del mateix gènere, però un estudi basat en les seqüències d'ADN mitocondrial corroborà que era una espècie diferent. Els seus parents més propers són E. smithii i E. baileyi.